# Caterina Enriqueta de Borbó
Caterina Enriqueta de Borbó (Roan, 11 de novembre de 1596 – París, 20 de juny de 1663) va ser una aristòcrata francesa, filla natural legitimada d'Enric IV de França.

## Orígens
Va ser una de les filles il·legítimes d'Enric IV de França i de la seva amant, Gabrielle d'Estrées. Va néixer al monestir de Saint-Ouen, a Roan, l'11 de novembre de 1596, on es trobava el rei i la seva cort residint en aquell moment. Va ser germana de Cèsar de Borbó, futur duc de Vendôme, i la seva mare, l'any després de néixer Caterina, se li va atorgat el títol de duquessa de Beaufort.

### Legitimació
El febrer o el març de 1597, Caterina va ser legitimada pel seu pare i va tenir la categoria de «legitimada de França». Durant la seva joventut va ser coneguda com «Mademoiselle de Vendôme».

## Matrimoni
Quant al seu casament, es va discutir si havia de casar-se amb Enric II de Borbó-Condé, però la idea va ser abandonada i, finalment, va ser casada amb el duc Carles II d'Elbeuf el 20 de gener de 1619. El seu dot va ser d'1,3 milions de lliures i incloïa també pensions. Bona part d'aquests diners van ser gastats i hipotecats per diverses raons, inclosa una demanda contra el seu germà Cèsar, la qual no va tenir èxit. La parella va tenir sis fills.

## Conspiració contra Richelieu
A la cort francesa, va participar d'un complot contra el cardenal Richelieu, juntament amb altres persones, inclosa la reina mare, Maria de Mèdici. Descoberta la conspiració, el 1631 va ser enviada a l'exili amb el seu marit, com ho feren amb altres participants.

## Mort
Vídua del seu marit, va morir a París als 66 anys, el 20 de juny de 1663.